# Bolesław Pyszko
Bolesław Pyszko, ps. Sęp (ur. 19 sierpnia 1919, zm. 1988 w Cekanowie pod Płockiem) – komendant obwodu Włodawa Okręgu Lublin Batalionów Chłopskich.

## Życiorys
Pochodził z okolic Lublina. Po wybuchu II wojny światowej włączył się w działalność podziemną. Współorganizował struktury Stronnictwa Ludowego „Roch” i Batalionów Chłopskich na obszarze powiatu włodawskiego. Jesienią 1943 objął stanowisko komendanta obwodu włodawskiego Batalionów Chłopskich. W 1944 podjął formalną współpracę ze Zgrupowaniem Partyzanckim „Jeszcze Polska nie zginęła” Roberta Satanowskiego. Po wojnie przeprowadził się w okolice Płocka, do Cekanowa i ożenił z Haliną Zalewską, którą poznał na studiach. Jej ojciec Antoni Zalewski w powojennej Polsce został zamordowany przez komunistów za działalność w polskim podziemiu.
Bolesław Pyszko zmarł w 1988, został pochowany na cmentarzu w Imielnicy (dzielnica Płocka).